# Baltersan Castle
Baltersan Castle je zřícenina věžového domu z 16. století. Nachází se blízko města Maybole ve správní oblasti Jižní Ayrshire ve Skotsku. Stavba byla od roku 1971 na seznamu památek v kategorii B. V roce 1995 byla povýšena do kategorie A. Momentálně je na prodej.

## Historie
Baltersan se nachází mezi Maybole a vesnicí Kirkoswald. Nad hlavním vchodem stojí, že stavbu započal první den března 1584, John Kennedy z Pennyglenu a Margaret Cathcart, jeho žena. Ovšem původně se zde nacházel dům Baltersan, který obývala Egidia Blair, Lady Row, která zemřela v roce 1530. Po její smrti byl dům zničen a místo něho byla zbudována nynější stavba. Skotský kartograf Timothy Pont v 16. století popisuje Baltersan jako „Okázalý dům se zahradami, sady, parky a lesy..“
V roce 1656 majetek zdědila větev klanu Kennedy z Culzeanu. V roce 1685 byl jeho vlastníkem Thomas Kennedy z Baltersanu. V roce 1721 Baltersan zdědil kapitán Hugh Arbuthonot, bratranec Johna Kennedyho z Baltersanu. Asi v polovině 18. století byl dům opuštěn. Vznikly plány na jeho obnovu, ale v roce 2013 byl nabídnut k prodeji.
Baltersan se v roce 2005 objevil v britském pořadu Dragons' Den (pořad převzala v roce 2008 ČT pod názvem Den D), kde jeho majitel prezentoval plány na obnovu domu. 

## Popis

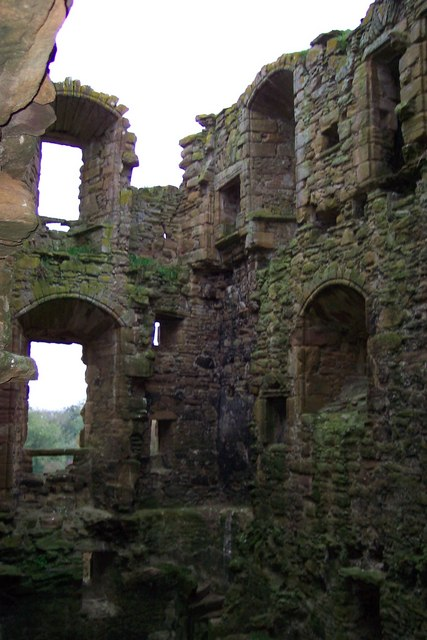
Vnitřní prostory (2006)

Třípatrový věžový dům stojí na půdorysu ve tvaru písmene L. Stěny mají na šířku 1,2 m. V přízemí, kde se původně nacházela kuchyně a sklepy, jsou zaklenuté stropy. V prvním patře byla velká síň o rozměrech cca 6×11 m, ze které vedlo soukromé schodiště do ložnic ve druhém patře. Hlavní schodiště vedlo až do třetího patra, kde ho dále nahradilo točité schodiště. Na severozápadním a jihovýchodním rohu se nachází dvě věžičky z kvádříkového zdiva se střílnami.